# Petrus Vertenten

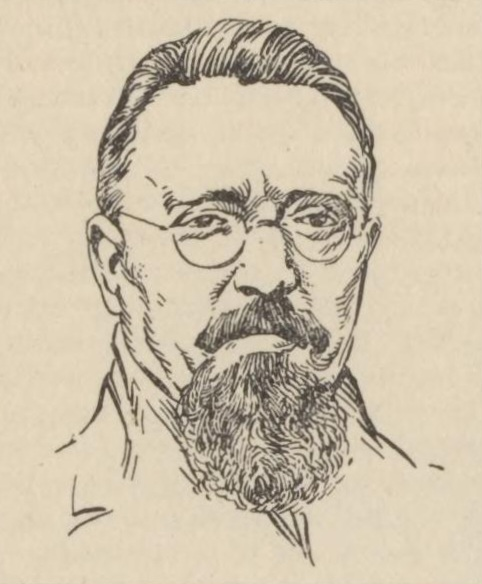
Petrus Vertenten

Petrus Vertenten (* 3. Oktober 1884 in Hamme; † 13. Februar 1946 in Borgerhout) war ein belgischer Missionar der Ordensgemeinschaft der Herz-Jesu-Missionare in Niederländisch-Neuguinea. 
Vertenten arbeitete von 1910 bis 1925 an der Südküste von Niederländisch-Neuguinea unter den Marind-anim, einem Papuavolk in der weiteren Umgebung von Merauke, und kann als Autorität bezüglich des Wissens über sie bezeichnet werden.

## Bibliografie
- Zeichen- und Malkunst der Marindinesen (Bewohner von Niederländisch Süd-Neu-Guinea). In: Internationales Archiv für Ethnographie. Band XXII, 1915, S. 149–164; Taf. XVII-XXVI.
- De Marind-anim. In: Bijdragen tot de Taal-, Land- en Volkenkunde van Nederlandsch-Indië. Band 77, 1921, S. 182–193.
- Het koppensnellen in Zuid-Nieuw-Guinea. In: Bijdragen tot de Taal-, Land- en Volkenkunde van Nederlandsch-Indië. Band 79, 1923, S. 45–72.
- Vijftien jaar bij de koppensnellers van Nederlandsch Zuid-Nieuw-Guinea. Leuven: Davidsfonds. Volksboek Nr 259, 1935.